# Weiße Witwe
Die Weiße Witwe (Latrodectus pallidus), auch Weiße Steppenspinne genannt, ist eine Webspinne aus der Familie der Kugelspinnen (Theridiidae), auch Haubennetzspinnen genannt. Sie gehört zur Gattung der Echten Witwen und wurde 1872 von Octavius Pickard-Cambridge, einem britischen Arachnologen, beschrieben. 

## Beschreibung
Charakteristisch für die Weiße Witwe ist ihr kugeliger Hinterleib und ihre dünnen langen Beine. Anders als viele Arten der Gattung der Echten Witwen, die wegen der Farbe ihres Hinterleibs als Schwarze Witwen zusammengefasst werden, hat die Weiße Witwe statt einer dunklen Färbung eine sehr helle. Die Weiße Witwe ist die einzige Art ihrer Gattung, die eine so helle Färbung, meist weiß oder gelblich weiß, hat. Eine Zeichnung in Form einer Sanduhr wie bei den Schwarzen Witwen existiert hier ebenfalls nicht. Dafür hat die Weiße Witwe vier deutliche punktartige Vertiefungen auf der sonst glatten Oberfläche des Hinterleibs. Diese stehen nahezu in einem Rechteck, die beiden vorderen Punkte liegen aber näher zusammen als die beiden hinteren. Während der Hinterleib immer fast weiß gefärbt ist, sind Vorderkörper und Beine variabel. Der Cephalothorax (Kopf-Bruststück) kann ebenso wie die Beine entweder hell gefärbt sein, oft sind sie aber gelblich-braun oder haben andere Brauntöne. 
Die Männchen sind wie bei allen Arten der Echten Witwen wesentlich kleiner als die Weibchen.

## Vorkommen
Die Art kommt von Nordafrika über den Nahen Osten und den Iran bis nach Russland und in mehreren zentralasiatischen Staaten wie Kasachstan, Turkmenistan und Aserbaidschan vor. Ab 1988 wurden auch Funde von der Insel Sal aus der Inselgruppe der Kapverdischen Inseln gemeldet. Im Verbreitungsgebiet lebt die Weiße Witwe in Steppen und wüstenartigen Landschaften.

## Lebensweise
Die Art ernährt sich von Insekten. Dazu spinnt sie ein komplexes Haubennetz, das aus drei Teilen besteht: Ein seitlich des Fangnetzes angelegter Schlupfwinkel mit einer Wohnkammer und einem röhrenförmigen Zugang ist durch eine rund 10 Zentimeter lange und eben so breite Verbindung zum Fangnetz ausgestattet. Dieser vom Fangnetz abgetrennte Schlupfwinkel kann durch seine dicht gesponnenen Wände, die oft zusätzlich durch verschiedene Pflanzen- und Beutereste verstärkt sind, mehrere Funktionen erfüllen. Er schützt die Spinne und später die Eier und frisch geschlüpften Jungen vor der direkten Einstrahlung der Sonne in den heißen und trockenen Gebieten, in denen die Weiße Witwe vorkommt. Anders als bei den meisten Arten der Witwenspinnen wird das Nest nicht unter Steinen oder in Erdlöchern gebaut, sondern auf den niedrigen Büschen, die in diesen Wüsten- und Steppenzonen wachsen. Durch die Anlage in luftiger Höhe können, zusätzlich zum direkten Sonnenschutz, Konvektionsströmungen zur Kühlung genutzt werden. Dies bringt jedoch den Nachteil, dass der Bau leichter von optisch orientierten Fressfeinden, z. B. Vögeln, zu entdecken ist. Durch die Einlagerung von Pflanzenteilen und Resten von Beutetieren in das Spinngewebe wird der Unterschlupf zusätzlich getarnt und mechanisch verstärkt. Versuche in Israel mit dem Nördlichen Raubwürger und Nestern der Witwenspinne Latrodectus revivensis, die ihre Nester ebenfalls in Büschen baut, haben gezeigt, dass die Entdeckungsgefahr durch die Vögel umso geringer ist, je mehr zusätzliches Material das Nest verstärkt.
Dennoch ist die Kommunikation mit dem Fangnetz über die Brückenverbindung auch tagsüber gewährleistet, wenn die nachtaktive Spinne nicht direkt das Netz beobachtet. Das Fangnetz selbst ist kleiner als bei anderen Arten der Echten Witwen, es ist jedoch eher radial und flächig angeordnet als deren Haubennetze. Der Bau der gesamten Netzkonstruktion nimmt mehrere Tage in Anspruch.

## Forschungsgeschichte
Von einem Besuch im damaligen Palästina von Mitte März bis Mitte Mai 1865 hatte der britische Pastor und Spinnenforscher Octavius Pickard-Cambridge 700 Insektenarten und 300 Spinnentiere nach London gebracht. Einen Überblick zu 278 Spinnenarten, die er zuvor bestimmt hatte, gab Pickard-Cambridge in der 1872 erschienenen Ausgabe der Proceedings of the Zoological Society of London. Mehr als die Hälfte waren damals noch unbeschriebene Arten und die Arbeit von Pickard-Cambridge umfasste zahlreiche Erstbeschreibungen, darunter die Weiße Witwe Latrodectus pallidus, die er im Tal des Jordan von niedrigen Büschen aufgesammelt hatte. Pickard-Cambridge ordnete die Spinne sofort der Gattung Latrodectus zu, von der sie seither nie in eine andere Gattung transferiert wurde. Das Artepitheton pallidus ist das lateinische Wort für „blass“.

## Bissunfälle und Giftigkeit
Die Art ist nicht besonders aggressiv und ihr Biss ist für den Menschen in der Regel nicht gefährlich. Doch kann der Biss dieser Spinne einem Menschen schaden, wenn auch das Gift bei weitem nicht so stark wirkt wie bei der in Nordamerika beheimateten Südlichen Schwarzen Witwe (Latrodectus mactans) oder bei der australischen Rotrückenspinne (Latrodectus hasselti). Tödlich allerdings kann der Biss der Weißen Witwe für Gebrechliche oder Kinder sein. Toxikologische Studien haben ergeben, dass ihr Gift ähnlich dem der Europäischen Schwarzen Witwe (Latrodectus tredecimgutattus) aufgebaut ist.